# 아케티

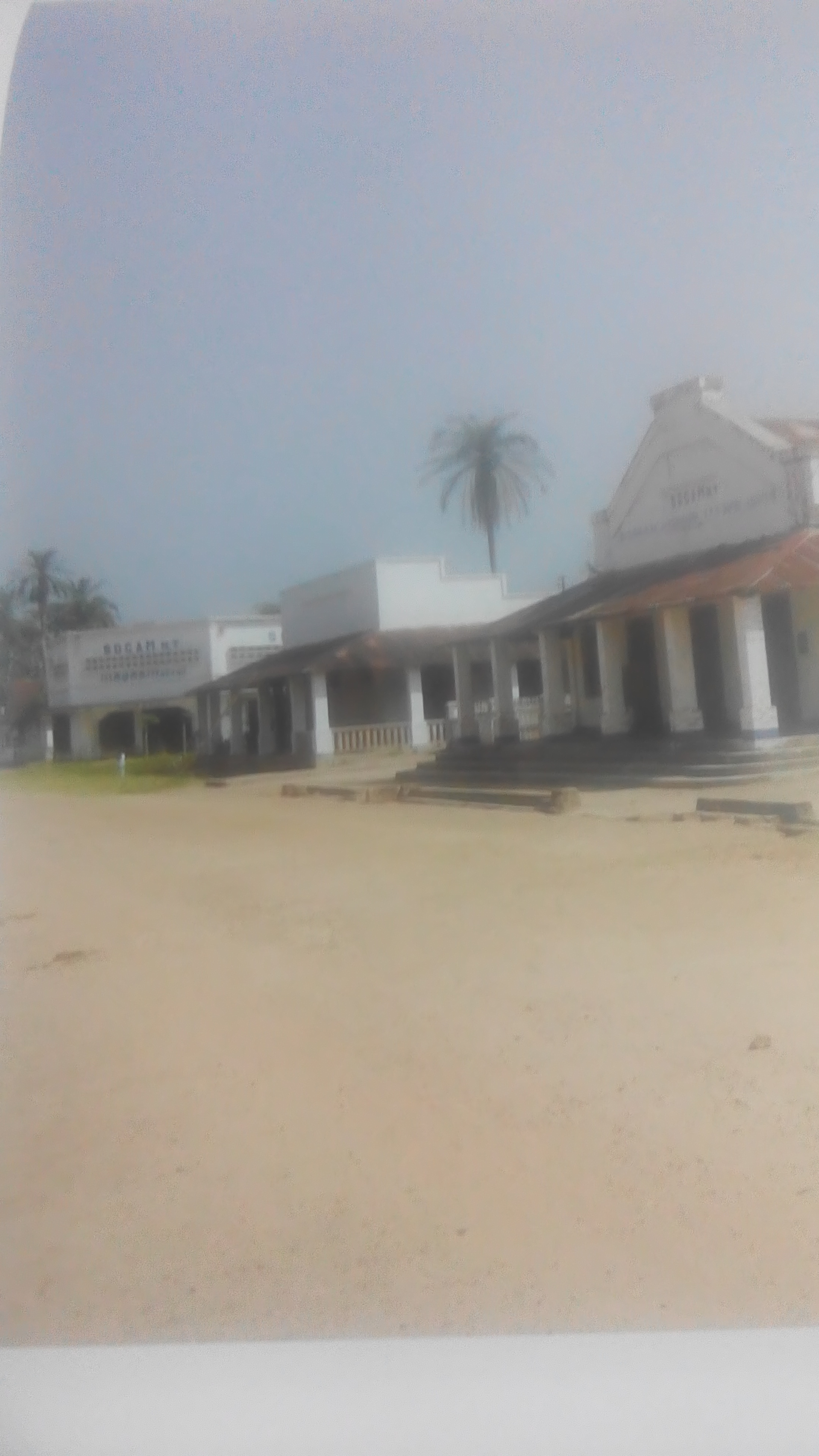

아케티(콩고어: Aketi)는 콩고 민주 공화국 바우엘레주에 있는 도시이다.
이 도시는 옛 안지쿠 소왕국(Anziku)의 수도로도 잘 알려져 있다.